# SN 1994H
SN 1994H – supernowa typu Ia odkryta 8 stycznia 1994 roku w galaktyce A024004-0134. Jej maksymalna jasność wynosiła 21,28m.